# Barbacane de Pécs
La Barbacane de Pécs (hongrois : Pécsi Barbakán, prononcé [ˈpeːtʃi ˈbɒɾbɒkaːn]) est une barbacane du XVe siècle située à Pécs